# Les Chefs-d'oeuvre de Bébé
Les Chefs d'œuvre de Bébé è un cortometraggio muto del 1910 diretto da Émile Cohl.

## Trama
Bébé ha un suo atelier dove dipinge quadri strabilianti. Un cliente arriva e ne resta strabiliato. Bébé è solo un pretesto per fare un corto animato molto carino visivamente. Vi lascio sotto tre suoi “dipinti”.

## Produzione
Il film fu prodotto dalla Société des Etablissements L. Gaumont.

## Distribuzione
Distribuito dalla Société des Etablissements L. Gaumont, uscì nelle sale cinematografiche francesi nel 1910.